# Луїджі Маскерпа
Луїджі Маскерпа (італ. Luigi Mascherpa; 15 квітня 1893, Генуя, Королівство Італія — 24 травня 1944, Парма, Італійська соціальна республіка) — італійський військовий діяч, флотоводець, контрадмірал Королівських військово-морських сил Італії, учасник Другої світової війни. Після капітуляції Італії та створення маріонеткової держави Муссоліні відмовився співпрацювати з нацистами, через що був розстріляний.

## Біографія
Луїджі Маскерпа народився 15 квітня 1893 року в Генуї, що в регіоні Лігурія. У 1911 році він вступив до Військово-морської академії в Ліворно, яку закінчив у 1914 році, отримавши звання гардемарина та почавши кар'єру на флоті. Після служби на низці надводних кораблів Маскерпа зацікавився авіацією, що саме зароджувалася, та пройшов курси підготовки пілотів. Під час Першої світової війни служив в морській авіації на борту гідроавіаносця «Еуропа». У 1916 році за проявлені хоробрість та героїзм отримав звання молодшого лейтенанта. По завершенню даного конфлікту був нагороджений срібною медаллю «За військову доблесть».
У 1918 році отримав звання лейтенанта і до 1921 року ніс службу на борту крейсера «Сан-Джорджо». Пізніше служив на борту есмінців «Алессандро Поеріо» та  «Гульєльмо Пепе», а також лінкора «Рома». 
У період із 1923 року до 1931 року ніс службу на борту канонерських човнів «Джуліана», «Толосетто Фарінаті» й «Сан-Марко». У 1931 році Маскерпа отримав звання капітана II рангу та був переведений на борт лінкора «Кайо Дуіліо», пізніше був призначений заступником начальника штабу військово-морського командування в Полі.
Під час війни з Ефіопією командував допоміжними кораблями, а пізніше — підрозділом торпедних катерів у Егейському морі.
У 1936 році отримав призначення на військово-морську базу в Таранто. У 1941 році отримав звання капітана I рангу. У 1942 році був підвищений до контрадмірала і став командувачем морських сил Італії на острові Лерос.
Після капітуляції Італії 8 серпня 1943 року відкинув пропозиції співпраці з німцями і перейшов на сторону союзників. Протягом понад двох місяців командував обороною Лероса під час Додеканеської кампанії. 
17 листопада 1943 року адмірал Маскерпа потрапив у полон. Він був доправлений у табір для військовополонених офіцерів «Офлаг XXI-C» у місті Остшешув. Пізніше був переданий Італійській соціальній республіці. Йому запропонували співпрацювати з урядом Беніто Муссоліні, але Маскерпа відмовився від цієї пропозиції. На швидко організованому судовому процесі він та адмірал Ініго Кампйоні буди засуджені до смертної кари за державну зраду. Згодом представники Муссоліні запропонували скасувати цей вирок за умови, що адмірали визнають законність уряду Сало, проте обидва вкотре відмовились від цього. 
24 травня 1944 року Луїджі Маскерпа, Ініго Кампйоні та група юнаків-підпільників були розстріляні прибічниками Муссоліні у міському сквері Парми.
За мужність під час оборони Леросу та на «процесі адміралів» Луїджі Маскерпа посмертно був нагороджений Золотою медаллю «За військову доблесть».

## Нагороди
- Золота медаль «За військову доблесть»
- Срібна медаль «За військову доблесть»
- Хрест «За бойові заслуги» (нагороджений двічі)
- Офіцер Ордена Корони Італії
- Кавалер Колоніального Ордена Зірки Італії
- Кавалер Ордена Святих Маврикія та Лазаря